# Federico Varese
Federico Varese (* 12. November 1965 in Ferrara) ist ein italienischer Sozialwissenschaftler. Er lehrt (Stand 2011) als Professor für Kriminologie an der Universität Oxford. Varese gilt als Experte der sozialwissenschaftlichen  Erforschung von Organisierter Kriminalität und ist Verfasser eines Standardwerkes über die Russische Mafia.

## Schriften (Auswahl)
- The Russian Mafia. Private Protection in a New Market Economy, Oxford University Press, Oxford 2001, ISBN 0-19-829736-X.
- als Hrsg.: Organized Crime. Routledge, London 2010, ISBN 978-0-415-46074-3.
- Mafias on the Move: How Organized Crime Conquers New Territories, Princeton University Press, Princeton, New Jersey 2011, ISBN 978-0-691-12855-9.[1]
- Mafia Life: Love, Death and Money at the Heart of Organised Crime.  Profile Books 2018, ISBN 978-1-781-25255-0.  
  - deutsche Übersetzung: Mafia-Leben: Liebe, Geld und Tod im Herzen des organisierten Verbrechens. C. H. Beck 2018, ISBN 978-3-406-70046-0 (übersetzt von Ruth Keen und Erhard Stölting).